# Episodi di My Otome
Questa è la lista degli episodi dell'anime My Otome della Sunrise.

## Lista episodi
| Nº | Giapponese 「Kanji」 - Rōmaji | In onda          | In onda |
| Nº | Giapponese 「Kanji」 - Rōmaji | Giapponese       |         |
| 1  | 「ユメノ☆アリカ」 - Yume no Arika | 6 ottobre 2005   |         |
| 1  | La giovane Arika Yumemiya arriva nel regno di Windbloom, con il sogno di diventare una Meister Otome. Ben presto, inizia a fare le sue prime conoscenze, fra cui Nina, suo padre Sergay e la ribelle principessa Mashiro. |                  |         |
| 2  | 「乙女の園を駆ける疾風！？」 - Otome no sono o kakeru shippū!? | 13 ottobre 2005  |         |
| 2  | Profondamente impressionata dal potere della Meister Otome Shizuru, Arika è più che mai intenzionata a diventare una Otome e frequentare così l'Accademia Garderobe. |                  |         |
| 3  | 「はじめてのケ・イ・ケ・ン-」 - Hajimete no ke-i-ke-n | 20 ottobre 2005  |         |
| 3  | Per poter entrare a far parte delle Coral Otome per il suo corso di studi, Arika è costretta ad affrontare Nina, prima fra le Otome del Corallo secondo la graduatoria che viene periodicamente stilata nell’accademia, in uno scontro dimostrativo durante la cerimonia di incoronazione della principessa Mashiro. Ma mentre le due ragazze combattono per rimanere all’interno dell’accademia, un attacco improvviso degli Aswad getta gli spettatori nel panico e causa l’improvvisa interruzione dello scontro fra le due ragazze. |                  |         |
| 4  | 「炎の転入生!!」 - Honō no tennyūsei!! | 27 ottobre 2005  |         |
| 4  | Essendo riuscita ad evitare decine di morti, durante l’attacco degli Aswad che ha distrutto il palazzo reale di Windbloom, Arika è ufficialmente ammessa come studentessa fuori corso presso il Garderobe e può iniziare a frequentare le lezioni dell’accademia. |                  |         |
| 5  | 「学園と制服とあたし♪」 - Gakuen to seifuku to atashi | 3 novembre 2005  |         |
| 5  | Sebbene Arika abbia appena iniziato a frequentare i corsi dell’accademia, si trova subito nei guai quando la sua uniforme viene trovata in vendita in uno dei negozi di rarità riguardanti le Meister Otome, nella capitale del regno di Windbloom. Nella scuola inizia a spargersi la voce che dietro questo fatto vi sia la stessa Arika e che la vendita dell’uniforme sia stata progettata dalla studentessa per poter pagare la retta dell’Accademia, ma sarà uno strappo nella veste a scagionare Arika ed incolpare, invece, il gatto della regina Mashiro. In realtà, anche il gatto è innocente e il furto dell’uniforme è il primo tentativo fatto da Tomoe per sbarazzarsi di Arika. |                  |         |
| 6  | 「ニナ、まかれる…orz」 - Nina, makareru... orz | 10 novembre 2005 |         |
| 6  | La gelosia di Shiho nei confronti di Nina diventa sempre più forte, al punto che la Pearl Otome decide di sabotare le lezioni di nuoto nella piscina della scuola. |                  |         |
| 7  | 「蒼の舞/乙女の契り」 - Ao no mai / Otome no chigiri | 17 novembre 2005 |         |
| 7  | Mentre lavora presso il cantiere nato per la ricostruzione del palazzo reale di Windbloom, Arika ascolta alcune voci a proposito del trono del regno e sull’eventualità che Mashiro non sia la vera regina del paese. In seguito, a causa di un incidente, sia Mashiro che Arika finiscono in un passaggio segreto all’interno del castello e giungono per la prima volta al cospetto dell’Harmonium. |                  |         |
| 8  | 「運命の軛」 - Unmei no kubiki | 24 novembre 2005 |         |
| 8  | Avendo siglato il contratto con Mashiro, Arika adesso cerca un modo per cancellare il suo legame con la regina di Windbloom. Ma questa non sembra una cosa semplice da fare e così Arika e le altre sono costrette ad introdursi nel databank del Garderobe, grazie anche all’aiuto di Nao. Qui, il gruppo si trova al cospetto del mausoleo della Fondatrice Fumi Himeno. |                  |         |
| 9  | 「海-水着+遭難=?」 - Umi − Mizugi + Sōnan = ? | 1º dicembre 2005 |         |
| 9  | L'addestramento delle Coral Otome continua con il trascorrere del tempo e le studentesse devono affrontare una delle prove più difficili del corso: una spedizione di 100 km in un territorio selvaggio. A causa, però, dell’ennesimo sabotaggio effettuato da Tomoe, Arika ed Erstin – sua compagna nella prova a coppie – si trovano nei guai ed impossibilitate ad avvertire i docenti del Garderobe. |                  |         |
| 10 | 「それが乙女の一大事」 - Sore ga Otome no ichdaiji | 8 dicembre 2005  |         |
| 10 | Gli Aswad fanno nuovamente la loro comparsa e tutto il Garderobe, Mashiro e gli ospiti della Repubblica di Artai si ritrovano vittime di un attacco incrociato, organizzato dagli Aswad e dagli Schwarz. |                  |         |
| 11 | 「HAPPY☆BIRTHDAY」 - Happy Birthday | 15 dicembre 2005 |         |
| 11 | Una serie di strane coincidenze hanno vita nel giorno del compleanno di Arika, Nina e Mashiro. Nina perde il ciondolo dono di suo padre Sergay ed è aiutata, nella ricerca, da Arika. Nello stesso tempo, Mashiro decide di scappare e nascondersi per le vie della capitale di Windbloom, piuttosto che incontrare gli ospiti della famiglia reale di Zipang. |                  |         |
| 12 | 「仮面舞踏かい?」 - Kamen butō kai? | 22 dicembre 2005 |         |
| 12 | Per evitare che gli ospiti del regno di Zipang possano essere offesi dalla scomparsa della regina Mashiro, Arika è costretta a prenderne momentaneamente il posto ed incontrare il principe Takumi. In realtà, anche Takumi non è presente all’incontro ed è sostituito da Akira, la sua kunoichi. Intanto, Mashiro incontra per le vie della capitale il vero principe Takumi e sebbene entrambi siano inconsapevoli di essere i rispettivi sovrani di Windbloom e Zipang, iniziano a girovagare per la città, notando le gravi condizioni in cui versa la popolazione locale. |                  |         |
| 13 | 「茜色の空に」 - Akane iro no sora ni... | 5 gennaio 2006   |         |
| 13 | Stranamente depressa, Arika si rende conto di aver inconsciamente sviluppato dei sentimenti nei confronti di Sergay e si trova a riflettere sul suo futuro come Otome. Nello stesso istante, e sotto la spinta segreta di Nagi di Artai, le due Meister Otome dei due regni di Lutesia (Romulus e Remus), su volere dei loro rispettivi Master, danno vita ad un duello che ben presto si tramuterà in una guerra di portata planetaria. |                  |         |
| 14 | 「オトメのS・O・S」 - Otome no Esu-Ō-Esu | 12 gennaio 2006  |         |
| 14 | Arika intanto continua a comportarsi in maniera sempre più strana, a causa del conflitto dei suoi stessi sentimenti. Nel frattempo, Shizuru, in accordo con Natsuki, parte per indagare a proposito del conflitto fra Romulus e Remus. È qui che la Meister Otome del Garderobe scopre come dietro tale scontro vi sia una terza organizzazione. |                  |         |
| 15 | 「アリカ、泣く。」 - Arika, naku. | 19 gennaio 2006  |         |
| 15 | Sergay si ritrova nuovamente a salvare Arika da una situazione altamente pericolosa e la ragazza ne approfitta per cercare di far chiarezza a proposito dei suoi sentimenti. Ma quando Arika prova a confessare ciò che prova, Sergay la rifiuta per il suo stesso bene. Arika si ritrova così a fuggire e a trovare conforto nella persona più inattesa: Mashiro. Dopo un pianto liberatorio, le due decidono di lavorare duro per riuscire ad avverare i propri sogni. |                  |         |
| 16 | 「約束だよ!」 - Yakusoku da yo! | 26 gennaio 2006  |         |
| 16 | Arika, Nina ed Erstin si ripromettono di diventare Meister Otome insieme, mentre nel pianeta la guerra diventa ormai concreta e palese agli occhi di tutti. |                  |         |
| 17 | 「蒼の舞/想い、散るとき」 - Ao no mai / Omoi, chiru toki | 2 febbraio 2006  |         |
| 17 | Mentre le forze ostili guidate dal regno di Artai invadono la capitale di Windbloom, tutte le Otome del Garderobe sono costrette ad entrare in guerra. E proprio quando il collegamento esistente fra la Fondatrice e le Otome viene interrotto, Arika si trova a dover fronteggiare Erstin, in realtà agente degli Schwarz. |                  |         |
| 18 | 「ホワイトアウト」 - Howaitoauto | 9 febbraio 2006  |         |
| 18 | Tre giorni dopo il disastroso attacco contro Windbloom, Mashiro è costretta ad unirsi ai fuoriusciti del suo regno, in cerca di un posto dove poter vivere. Intanto, Nina si è unita a Nagi come sua Meister Otome, Arika è dispersa, Natsuki e Nao sono in esilio e Shizuru è tenuta prigioniera all’interno del Garderobe. |                  |         |
| 19 | 「宿命の17歳」 - Shukumei no jū nana sai | 16 febbraio 2006 |         |
| 19 | Mashiro si risveglia nei villaggio degli Aswad, dove si trova anche Arika, e qui le due ragazze scoprono che coloro che credevano nemici sono in realtà persone diverse da quel che sembrano essere e hanno ottime ragioni per desiderare la tecnologia nascosta del Garderobe. Intanto, Natsuki e Nao cercano di raggiungere la Repubblica di Aries per chiedere aiuto a favore dell’Accademia, ora in mano di Nagi. |                  |         |
| 20 | 「ニーナと呼ばないで」 - Nīna to yobanaide | 23 febbraio 2006 |         |
| 20 | Avendo perso tutti i suoi amici, Nina si ritrova sempre più vicina al suo padre adottivo Sergay, per il quale prova sentimenti molto forti. Intanto, la Repubblica di Aries non può soddisfare la richiesta di aiuto da parte del Garderobe, e così Natsuki e Nao sono costrette a rimettersi in viaggio per trovare altri aiuti. Nello stesso tempo, al Garderobe, Shizuru sfrutta i sentimenti che Tomoe prova nei suoi confronti per riuscire a liberarsi dalla sua prigionia. |                  |         |
| 21 | 「白き姫、目覚めるとき」 - Shiroki hime, mezameru toki | 2 marzo 2006     |         |
| 21 | Mashiro stringe una promessa con Midori – il capo degli Aswad – in cambio della protezione della sua gente nei pressi della Black Valley. Intanto, Nagi scopre che la vera erede al trono di Windbloom è Nina, e non Mashiro, ed organizza un gruppo d’assalto guidato da Sergay per catturare Mashiro ed Arika. |                  |         |
| 22 | 「ホロビノウタ」 - Horobi no uta | 9 marzo 2006     |         |
| 22 | Il gruppo di Sergay attacca la Black Valley mentre il gruppo dei guerrieri di Aswad è lontano, in cerca di vendetta contro Cardair. Approfittando di questa momentanea debolezza, Sergay e le Valchirie guidate da Tomoe cercano di catturare Mashiro ed Arika, ma le due ragazze sono salvate dall’intervento di Miyu. |                  |         |
| 23 | 「不思議の谷のアリカ」 - Fushigi no tani no Arika | 16 marzo 2006    |         |
| 23 | Natsuki e Nao finiscono con il perdersi e cadono in una trappola, creata da Mikoto, la dea-gatto. Così, i due Pilastri finiscono nella Foresta degli Spiriti, dove intanto sono giunte anche Miyu, Arika e Mashiro. Qui, il gruppo entra per la prima volta in contatto con Mikoto e con Mai, sua Meister Otome. |                  |         |
| 24 | 「あなたのために…。」 - Anata no tame ni... | 23 marzo 2006    |         |
| 24 | Sergay finalmente decide di ribellarsi a Nagi e agli Schwarz e segretamente affronta ed uccide John Smith, capo dell'organizzazione segreta. Tuttavia, proprio durante questo scontro, viene colpito alle spalle da Nagi e, ferito gravemente, cade in coma. |                  |         |
| 25 | 「蒼天の乙女」 - Sōten no Otome | 30 marzo 2006    |         |
| 25 | Nel tentativo di salvare la vita di Sergay, Nina è costretta a far funzionare l’Harmonium. Intanto, Natsuki e Nao organizzano un’operazione per ilr recupero del Garderobe, ma per riuscire a far ciò, Arika deve prima liberare l’anima di sua madre, divenuta Master delle Valchirie grazie alla tecnologia degli Schwarz. |                  |         |
| 26 | 「Dream☆Wing ～夢の在処」 - Dream Wing ~ Yume no Arika | 30 marzo 2006    |         |
| 26 | Miyu riesce ad attivare un antico dispositivo nascosto che libera tutte le Meister Otome dai loro rispettivi contratti, garantendo così a ciascuna di loro di poter combattere pur non avendo un Master. Finalmente libere, tutte le Otome uniscono le loro forze per affrontare il potere dell’Harmonium e catturare Nagi, mentre Arika e Nina sono costrette all’ultimo, decisivo scontro. |                  |         |